# Rudnik Pečovnik
Rudnik Pečovnik bio je rudnik ugljena u blizini naselja Pečovnik i Zagrad u Općini Celje, koje se nalazio u pokrajini Štajerskoj i statističkoj regiji Savinjskoj. Rudnik je poznat kao poprište jednog od najvećih jugokomunističkih zločina nakon Drugog svjetskog rata, u kojem je 12.000 Hrvata zabetonirano i živo zakopano ostavljeno u rudniku. U Pečovniku je bačen veliki broj male djece "narodnih neprijatelja", umorenih plinom u celjskoj veterinarskoj stanici.
Rudnik je bio aktivan do 1945. godine, a vađenje ugljena nadzirali su Nijemci. Nakon poraza Trećeg Reicha u Drugom svjetskom ratu, partizani su osvojili rudnik i ubrzo nakon osvajanja ga i na Titovu zapovijed, zatvorili betoniranjem, iako je lokalno stanovništvo tvrdilo da je rudnik i dalje bio bogat ugljenom te da nije bilo potrebe za zatvranjem. Prije nego što su zatvorili i zabetonirali rudnik, tijekom 8. i 9. svibnja 1945. zaustavljeno i u rudnik ili jame oko rudnika nasilno zatvoreno 12 - 17 tisuća Hrvata, koji su tim dijelom prolazili na pravcima Brežice-Zidani Most i Celje-Velenje-Dravograd-Bleiburg. Među ubijenima i zatvorenima bilo je oko 1.000 hrvatskih, te nekoliko desetaka slovenskih domobrana. Kasnije su mnogi lokalni stanovnici (uglavnom Slovenci po naodnosti) bivali kaženjeni zbog svjedočenja protiv četnika i partizana za zvjerstvo i genocid na lokalnim sudovima. Spomenuti zločin protiv čovječnosti počinili su letnici i srpski dragovoljci pod zapovjedništvom posebne partizanske jedinice Vojske državne sigurnosti.
Krajem 1990. godine osnovana je udruga "Huda jama" sa zadaćom da se između ostalog otvori i istraži rudnik Pečovnik te utvrdi istina o njemu, a udruga je registrirana kao udruga za obilježavnje poslijeratnih stratišta
Udruga se bavi i drugim stratištima poput Matjaževe jame pokraj Škofje Loke, Crngroba i drugih stratišta Hrvata.

## Vanjske poveznice
- Braniteljski portal: Roman Leljak: Nadam se da ćemo ove godine otvoriti rudnik Pečovnik u kojemu su kosti 12 tisuća Hrvata koje su pobili Titovi komunisti i partizani
- Mihej Belin ~ Zamolčana slovenska zgodovina ~ Slovenski Auschwitz  Arhivirana inačica izvorne stranice od 10. lipnja 2016. (Wayback Machine) Slučaj Solkanske industrije apna (slo.)
- Stražni stolp – spomin na železno zaveso. Pred dvajsetimi leti so na naši zahodni meji še streljali (slo.)